# Samaris cristatus
Samaris cristatus is een straalvinnige vissensoort uit de familie van schollen (Samaridae). De wetenschappelijke naam van de soort is voor het eerst geldig gepubliceerd in 1831 door Gray.